# Shiho Ogawa (Fußballspieler, 2003)
Shiho Ogawa (japanisch 小河 詩朋 Ogawa Shiho; * 14. Mai 2003 in der Präfektur Osaka) ist ein japanischer Fußballspieler.

## Karriere

### Verein
Ogawa erlernte das Fußballspielen in der Jugendmannschaft von Cerezo Osaka. Die erste Mannschaft von Cerezo spielte in der ersten Liga, die U23-Mannschaft in der dritten Liga. Als Jugendspieler kam er fünfmal in der dritten Liga zum Einsatz.